# Сагинов, Егор Дмитриевич
Егор Дмитриевич Сагинов (Сагинашвили) (1792 или 1800—1844) — подполковник Эриванского гренадерского полка, участник Кавказской войны.

## Биография
Родился в 1792 или 1800 году, происходил из грузинских дворян города Тифлиса. В военную службу вступил 24 ноября 1816 года фейерверкером в 21-ю артиллерийскую бригаду, 11 марта 1818 года произведён в портупей-юнкеры.
21 сентября 1820 года Сагинов был переведён в 7-й карабинерный (впоследствии переименован в Эриванский гренадерский) полк, 7 июня 1821 года произведён в прапорщики и 2 августа 1825 года — в подпоручики.
В 1826—1828 годах Сагинов принимал участие в кампании против Персии. 12 января 1828 года за отличие в сражениях под Аббас-Абадом и Эриванью произведён в поручики.
Затем Сагинов находился в походе против Турции и участвовал в штурме Карса, за что был награждён орденом св. Анны 4-й степени. За отличие под Ахалцыхом в 1829 году он получил орден св. Владимира 4-й степени с бантом, а за штурм Байбурта он 27 января 1830 года был произведён в штабс-капитаны.
Начиная с 1830 года Сагинов непрерывно находился в походах против горцев. За сражение при ауле Гимры и вообще за всю кампанию 1832 года он получил орден св. Анны 3-й степени с бантом.
3 февраля 1837 года произведён в капитаны.
В кампании 1838 года он отличился при занятии устья реки Сочи и спасении экипажей потерпевших там кораблекрушение купеческих и военных судов. 21 апреля 1839 года за отличия при Сочи произведён в майоры и 29 октября назначен командиром 3-го батальона Эриванского полка.
В 1841 году Сагинов участвовал в подавлении восстания в Гурии и 5 декабря того же года за беспорочную выслугу 25 лет в офицерских чинах был награждён орденом св. Георгия 4-й степени (№ 6581 по кавалерскому списку Григоровича — Степанова).
В кампании 1842 года Сагинов находился в составе Самурского отряда и действовал против Шамиля. 19 марта 1843 года он за отличие в сражении при ауле Кюлюли был произведён в подполковники.
Умер 30 ноября 1844 года.
Его брат Александр был генерал-лейтенантом.